# Pseudognaptodon icima
Pseudognaptodon icima är en stekelart som beskrevs av Braga och Penteado-dias 2002. Pseudognaptodon icima ingår i släktet Pseudognaptodon och familjen bracksteklar. Inga underarter finns listade i Catalogue of Life.